# キャンディ・ダルファー

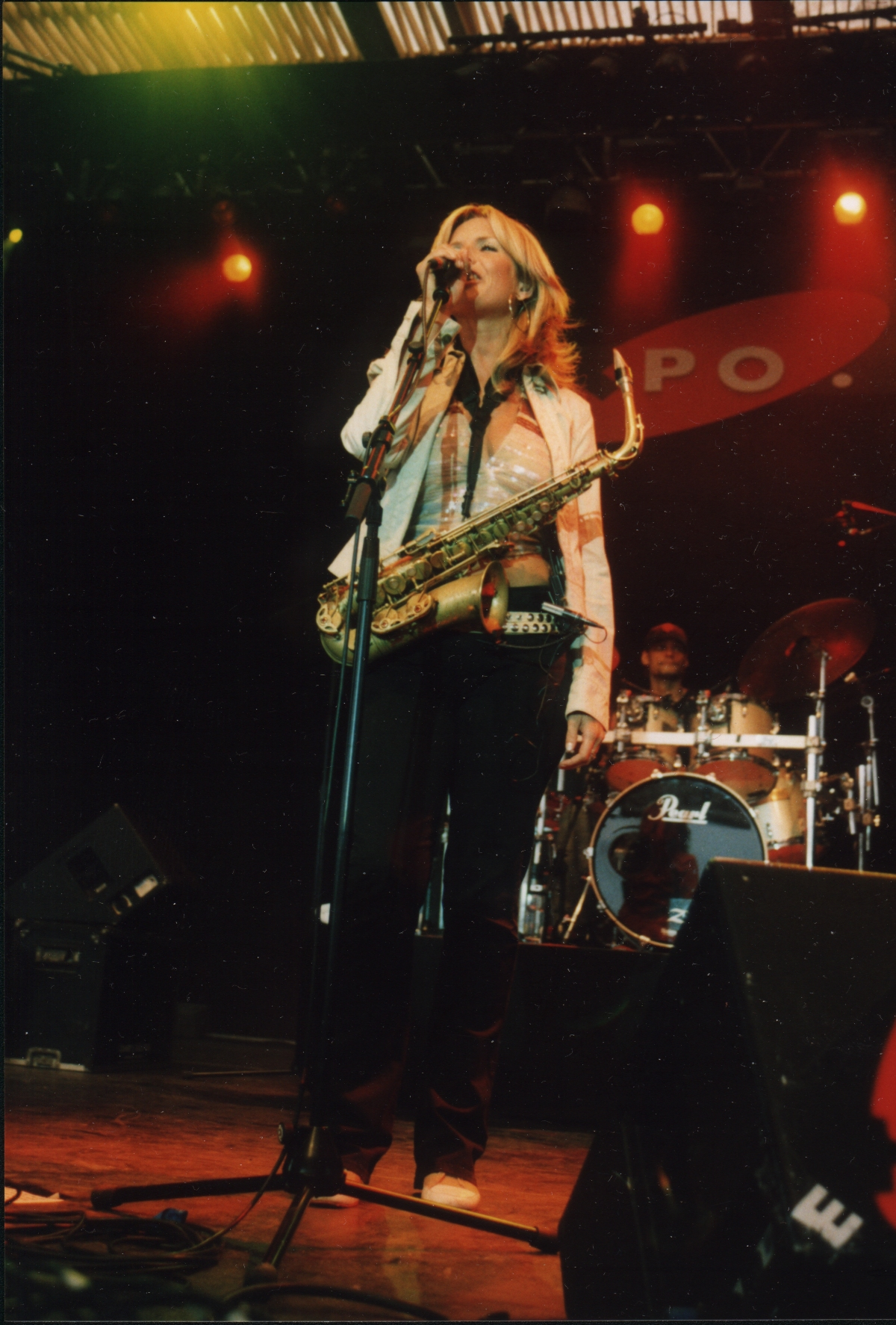
キャンディ・ダルファー（2006年）

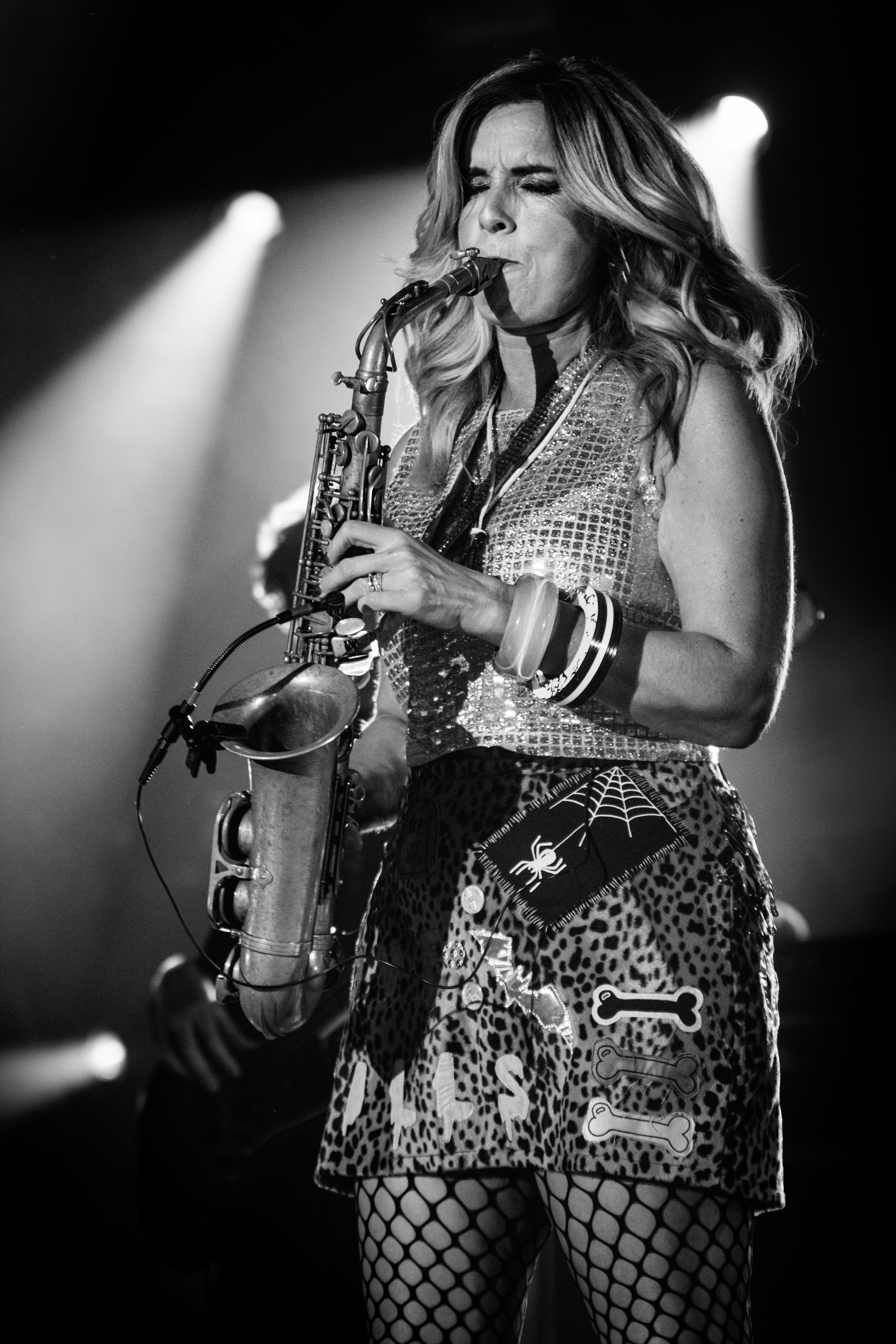
キャンディ・ダルファー（2016年）

キャンディ・ダルファー（Candy Dulfer、1969年9月19日 - ）は、オランダ・アムステルダム生まれのサックス奏者。

## 略歴
父ハンス・ダルファー（ダルファー）の影響で6歳よりソプラノサックスを吹き始める。地元のブラスバンドに参加する（ここでアルトサックスに転向する）も、基本的にはほとんど独学でサックスを学んだとされる。11歳には父のバンドに参加し、初のレコーディングも果たす。14歳でオリジナル・バンド「Funky Stuff」を率いるようになると、メディアからも注目されるようになる。
マドンナやプリンスらのオランダ公演でのバックバンド・ミュージシャンとして注目を集めるようになり、プリンスのアルバムにも参加して評価を得るも、自身のリーダー作にこだわる姿勢を見せ、袂を分かつこととなる。1989年にオランダの映画『Lily Was Here』のサウンドトラック（プロデュースはユーリズミックスのデイヴ・スチュワート）に参加し、彼女が起用された同名のタイトル曲がヨーロッパのヒット・チャートで1位を獲得、世界的に人気を得る。翌年、ファースト・アルバム『サクシュアリティ』を発表。このアルバムは米・ビルボード誌のトップ・コンテンポラリージャズ・アルバム・チャートで4位を記録、ミリオンセラーのヒットとなり、グラミー賞にノミネートされた。1993年発表のアルバム『サックス・ア・ゴー・ゴー』にはメイシオ・パーカーらJ.B'sやタワー・オブ・パワー、1995年発表の『ビッグ・ガール』にはデイヴィッド・サンボーンがゲストに呼ばれている（トップ・コンテンポラリージャズ・アルバム・チャートで5位を記録）。1997年発表の『フォー・ザ・ラヴ・オブ・ユー』は、トップ・コンテンポラリージャズ・アルバム・チャートで2位を記録し、250万枚を売り上げるヒット作となり、ワールドツアーで14カ国を回る。2001年には父と共作でアルバム『Dulfer & Dulfer』を発表。2003年にはプリンスのアルバム『Xpectation』、メイシオ・パーカーのアルバム『メイド・バイ・メイシオ』にもゲスト参加している。『ライヴ・イン・アムステルダム』（2001年発表）、『ライヴ・アット・モントルー2002』（2005年発表）といったライブ・アルバムも発表している。
2014年6月に結婚したことを公表。

## ディスコグラフィ

### スタジオ・アルバム
- 『サクシュアリティ』 - Saxuality (1990年、Arista/Ariola/BMG)
- 『サックス・ア・ゴー・ゴー』 - Sax-a-Go-Go (1993年、Ariola/BMG)
- 『ビッグ・ガール』 - Big Girl (1995年、Ariola/BMG)
- 『フォー・ザ・ラヴ・オブ・ユー』 - For the Love of You (1997年、Ariola/BMG)
- 『ガールズ・ナイト・アウト』 - Girls Night Out (1999年、Ariola/BMG)
- What Does It Take (1999年、N-Coded Music)
- 『ダルファー!ダルファー!!』 - Dulfer Dulfer (2002年、Eagle) ※with ハンス・ダルファー
- 『ライト・イン・マイ・ソウル』 - Right in My Soul (2003年、Eagle)
- 『キャンディ・ストア』 - Candy Store (2007年、Heads Up)
- 『ファンクド・アップ』 - Funked Up (2009年、Heads Up)
- 『クレイジー』 - Crazy (2011年、In-Akustik)
- 『トゥゲザー』 - Together (2017年、In-Akustik)

### ライブ・アルバム
- 『ライヴ・イン・アムステルダム』 - Live in Amsterdam (2001年、Ariola/BMG)
- 『ライヴ・アット・モントルー2002』 - Live at Montreux 2002 (2005年、Eagle)

### コンピレーション・アルバム
- 『ベスト・オブ・キャンディ・ダルファー〜キャンディ・ファンキー・セレクション』 - The Best of Candy Dulfer (1998年、N2K Encoded Music)